# Erik Jazet
Erik Alexander Jazet (Schiedam, 19 juli 1971) is een Nederlands hockeyer. Hij nam driemaal deel aan de Olympische Spelen en won bij elke gelegenheid een medaille. In totaal speelde hij 308 interlands voor de Nederlandse hockeyploeg waarbij hij negenmaal scoorde.
Hij nam deel aan de Olympische Spelen van 1996 en Olympische Spelen van 2000 waar hij olympisch kampioen werd. In 1998 werd hij wereldkampioen. Daarnaast won hij in 1996, 1998, 2000, 2002 en 2003 de Champions Trophy met de nationale selectie.
Jazet debuteerde op 17 november 1990 in de oefeninterland Nederland-Engeland (5-0). Met zijn club HC Bloemendaal behaalde hij diverse landstitels en won hij in 2001 de Europa Cup 1. In 2004 nam hij afscheid van het Nederlands elftal met een zilveren medaille bij de Olympische Spelen van Athene. Jazet hockeyde tot het voorjaar van 2005 op het hoogste niveau in de hoofdklasse bij SCHC. Met ingang van het seizoen 2005-2006 is hij trainer-coach van de vrouwen van HC Bloemendaal.
Jazet haalde gedurende zijn sportloopbaan een HEAO-diploma 'commerciële economie' aan de Randstad Topsport Academie.
Floris Jan Bovelander · 
Jacques Brinkman · 
Maurits Crucq · 
Marc Delissen · 
Jeroen Delmee · 
Taco van den Honert · 
Ronald Jansen · 
Erik Jazet · 
Leo Klein Gebbink · 
Bram Lomans · 
Tycho van Meer · 
Teun de Nooijer · 
Wouter van Pelt · 
Stephan Veen · 
Guus Vogels · 
Remco van Wijk ·
Coach: Roelant Oltmans
Jacques Brinkman · 
Jaap-Derk Buma · 
Jeroen Delmee · 
Marten Eikelboom · 
Piet-Hein Geeris · 
Ronald Jansen · 
Erik Jazet · 
Bram Lomans · 
Teun de Nooijer · 
Wouter van Pelt · 
Stephan Veen · 
Guus Vogels · 
Diederik van Weel · 
Sander van der Weide · 
Remco van Wijk · 
Peter Windt ·
Coach: Maurits Hendriks
Matthijs Brouwer · 
Ronald Brouwer · 
Jeroen Delmee · 
Geert-Jan Derikx · 
Rob Derikx · 
Marten Eikelboom · 
Floris Evers · 
Erik Jazet · 
Karel Klaver · 
Jesse Mahieu · 
Teun de Nooijer · 
Rob Reckers · 
Taeke Taekema · 
Klaas Veering · 
Guus Vogels · 
Sander van der Weide ·
Coach: Terry Walsh